# Авраамий Трудолюбивый
Авраамий Трудолюбивый (вторая половина XIII — начало XIV века) — инок Киево-Печерского монастыря. Святой Русской Православной церкви. Почитается в лике преподобных, память совершается (по юлианскому календарю): 21 августа и 28 сентября (Собор преподобных отцов Киево-Печерских Ближних пещер).
Подробные сведения о жизни Авраамия не сохранились. Филарет (Гумилевский) считает, что Авраамий «в последнее время своей жизни подвизался в пещере и здесь после молитвы трудился над приготовлением всего нужного для пещерной братии, чем и заслужил название трудолюбивого». 
Погребён в Ближних (Антониевых) пещерах Киево-Печерского монастыря между преподобными Исаиею и Нифонтом.
Местное почитание Авраамия началось при митрополите Петре (Могиле), который в 1643 году установил празднование Собора преподобных отцов Ближних и Дальних пещер. Общецерковное почитание началось после разрешения Святейшего синода во второй половине XVIII века включать в общецерковные месяцесловы имена ряда киевских святых.
Упомянут в "Житиях святых" св. Димитрия Ростовского.